# 鹿角哇寺
鹿角哇寺，位于中国青海省海东市乐都区引胜乡仓家峡村，为青海省市县级文物保护单位，公布日期为2003年6月20日，类型为古建筑。
鹿角哇寺的历史年代为明。